# Ползбоу
По̀лзбоу (на английски: Poulsbo) е град в окръг Китсап, щата Вашингтон, САЩ. Ползбоу е с население от 6813 жители (2000) и обща площ от 9,8 km². Намира се на 9 m надморска височина. ЗИП кодът му е 98370, а телефонният му код е 360.